# بوتش ووكر
بوتش ووكر (بالإنجليزية: Butch Walker)‏ هو منتج أسطوانات وعازف قيثارة ومغني ومغن مؤلف وموسيقي أمريكي، ولد في 14 نوفمبر 1969 في روما في الولايات المتحدة.

## وصلات خارجية
- الموقع الرسمي
- بوتش ووكر على موقع IMDb (الإنجليزية)
- بوتش ووكر على موقع ميوزك برينز (الإنجليزية)
- بوتش ووكر على موقع رولينغ ستون (الإنجليزية)
- بوتش ووكر على موقع أول ميوزيك (الإنجليزية)
- بوتش ووكر على موقع ديسكوغز (الإنجليزية)
- بوتش ووكر على موقع قاعدة بيانات الفيلم (الإنجليزية)